# Mlhovina Uhelný pytel
Mlhovina Uhelný pytel (také známá jako Coalsack Nebula nebo Caldwell 99) je temná mlhovina v jižním souhvězdí Jižního kříže vzdálená přibližně 600 světelných let. Je viditelná pouhým okem jako velká tmavá skvrna v jasné části Mléčné dráhy na obloze jižní polokoule. Nemá přiřazené žádné číslo v katalogu NGC ani v žádném jiném, kromě Caldwellova katalogu.

## Pozorování

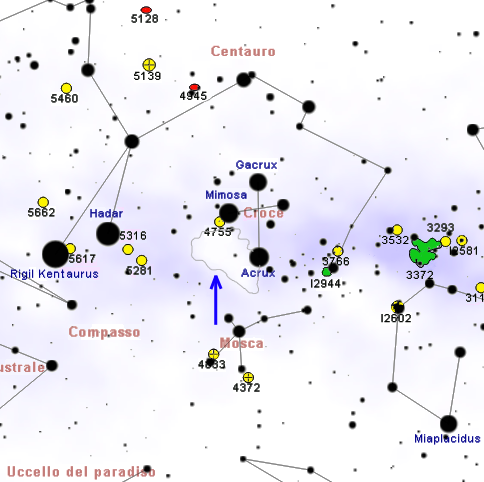
Poloha mlhoviny Uhelný pytel v souhvězdí Jižního kříže

Na obloze se nachází v jihovýchodní části souhvězdí, východně od jasné hvězdy s magnitudou 0,77 Acrux, a částečně přesahuje do sousedního souhvězdí Kentaura a Mouchy. Mlhovina má zhruba tvar pravoúhlého lichoběžníku, jehož dvě základny míří severojižním směrem. Zakrývá nejjižnější část Mléčné dráhy, tedy místo, kde se galaktický rovník nejvíce přibližuje k jižnímu nebeskému pólu. Tato část oblohy je velmi bohatá na hvězdná pole, jasné mlhoviny a hvězdokupy a díky tomu je velmi výrazná. Jde o jednu z nejbližších temných mlhovin, protože leží ve vzdálenosti přibližně 600 světelných let.
V západní části mlhoviny je vnořená otevřená hvězdokupa NGC 4609 a 1 stupeň od severního okraje se nachází otevřená hvězdokupa NGC 4755.
Kvůli její velké jižní deklinaci je mlhovina zcela pozorovatelná pouze jižně od obratníku Raka; jižně od obratníku Kozoroha je naopak cirkumpolární. Nejvhodnější období pro její pozorování na večerní obloze je od února do srpna.

## Historie pozorování

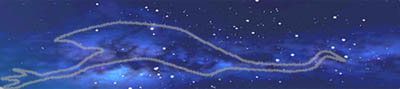
Vyobrazení ptáka emu na obloze. Hlavu tvoří Uhelný pytel a tělo je v oblasti souhvězdí Štíra.

Mlhovina byla dobře známá v dobách starověku obyvatelům jižní polokoule, stejně tak i národům kolem Středozemního moře, kteří ji mohli pozorovat v období, kdy byla díky precesi zemské osy viditelná v mnohem severnějších oblastech. V moderní době ji jako první popsal Vicente Yáñez Pinzón v roce 1499. Florentský mořeplavec Amerigo Vespucci ji o několik let později pojmenoval Temná urna (italsky Canopo fosco). Během dalších století byla nazývána různě, například Tmavý Magellanův oblak. Následně ji popsal abbé Lacaille v roce 1751. Kalevi Mattila v roce 1970 dokázal, že Uhelný pytel není úplně tmavý, ale má určitou jasnost, která dosahuje zhruba desetiny jasnosti okolních oblastí Mléčné dráhy. Tato jasnost vzniká odrazem světla hvězd, které mlhovina zakrývá.
Australští domorodci v mlhovině viděli hlavu ptáka emu, který byl pro australské domorodce souhvězdím skládajícím se spíše z temných mlhovin než z hvězd. Inkové tuto mlhovinu nazývali Yutu, což znamená tetřevovitý jižní pták nebo tinamy.

## Vlastnosti
Téměř všechny studie mlhoviny Uhelný pytel se shodují, že jde o poměrně klidný oblak prachu bez jakýchkoliv stop tvorby hvězd. Průzkum na různých vlnových délkách ukázal, že se za mlhovinou nachází hmotní a jasní modří obři, jejichž světlo je z našeho pohledu mlhovinou silně zastíněno. Přítomnost téměř 300 hvězd v blízkosti mlhoviny naznačuje, že se nejedná o jediný objekt, ale o dva oddělené objekty ve vzdálenostech 610 a 790 světelných let s tím, že temná mlhovina se nachází blíže k nám a má skutečný rozměr 54 světelných let. Tato dvojitá stavba může být určitým způsobem spojená s temnou mlhovinou v souhvězdí Chameleona, které je vidět přibližně 15° směrem na jihozápad.